# Erasmus Francisci
Erasmus Francisci (Finx) född 16 november 1627 i Lübeck. Död 20 december 1694 i Nürnberg. Tysk polyhistor i Nürnberg. Psalmförfattare representerad i danska Psalmebog for Kirke og Hjem.

## Biografi
Finx var son till en advokat i Lübeck. Han fortsatte i faderns spår och utbildade sig i juridik i Lüneburg och Stettin. Efter avlagd examen genomförde han studieresor till Italien, Frankrike och Nederländerna. Under 1657 började han som korrekturläsare på ett bokförlag i Nürnberg. På detta förlag, Endter, lät han publicera flera av sina egna böcker. Han skrev ofta under pseudonym och gav ut både religiösa och profana skrifter.